# Takumi Shibano

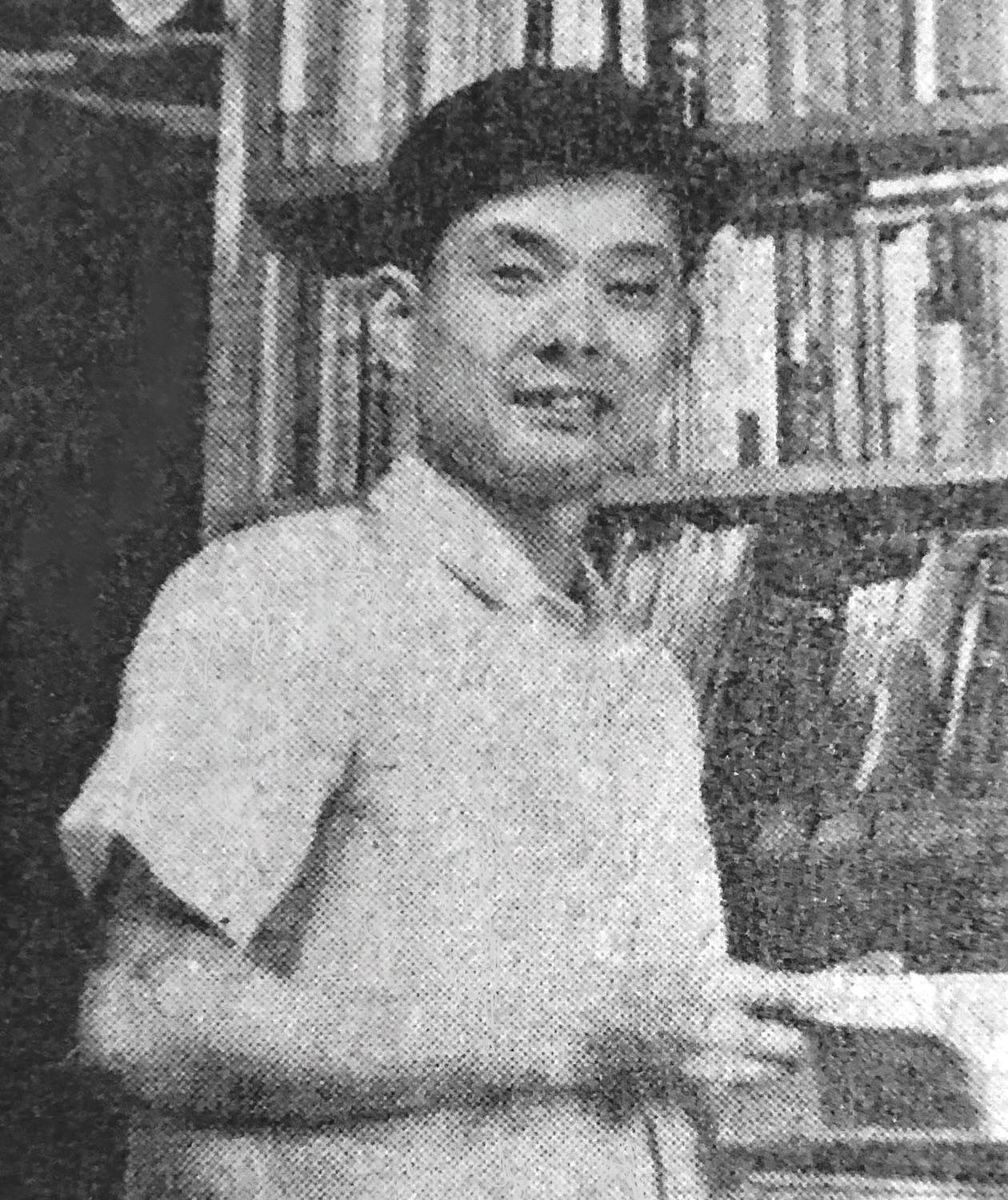
Takumi Shibano

Shibano Takumi (Japans: 柴野 拓美, Shibano Takumi) (Kanazawa,  27 oktober 1926 - Ōiso (Kanagawa), 16 januari 2010) was een Japans sciencefictionauteur en -vertaler. 
In 1957 begon hij met het eerste Japans sciencefiction-fanzine Uchūjin (宇宙塵), dat aanvankelijk maandelijks verscheen. Vele gevestigde auteurs van het genre, begonnen hier hun loopbaan, zoals Shinichi Hoshi, Sakyo Komatsu, Ryu Mitsuse en Yasutaka Tsutsui. 
Sinds de jaren 1970 vertaalde hij onder het pseudoniem Rei Kozumi (小隅 黎, Kozumi Rei), 60 Engelse sciencefictionromans naar het Japans, onder meer de reeks Lensman van E.E. Smith en de reeks Ringworld van Larry Niven.